# Ємельяновка (Матвієвський район)
Ємелья́новка (рос. Емельяновка) — село у складі Матвієвського району Оренбурзької області, Росія.

## Населення
Населення — 388 осіб (2010; 534 у 2002).
Національний склад (станом на 2002 рік):
- росіяни — 82 %